# Denisova 11

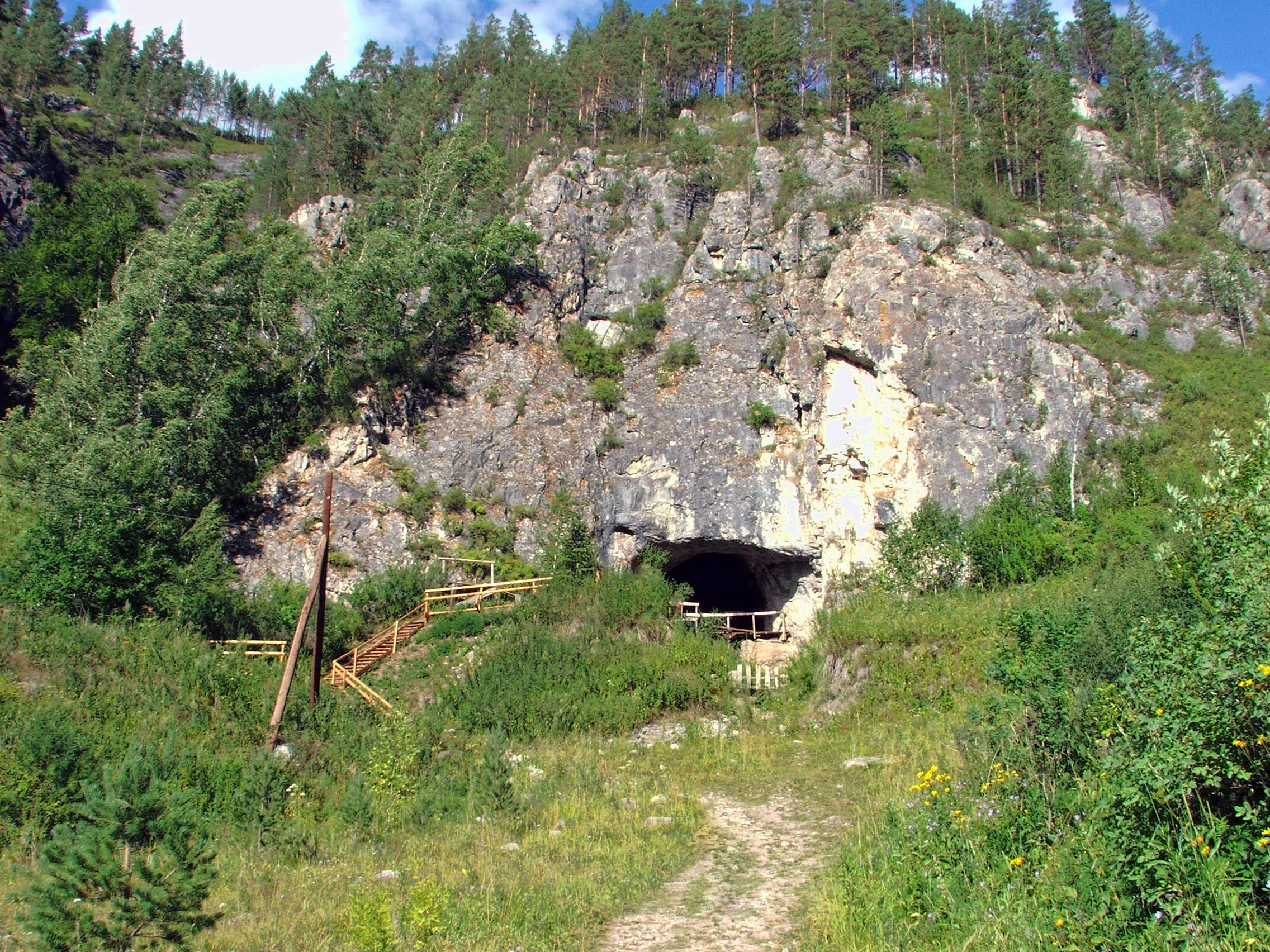
Denissowa-Höhle im Altai-Gebirge, Fundort des Fossils

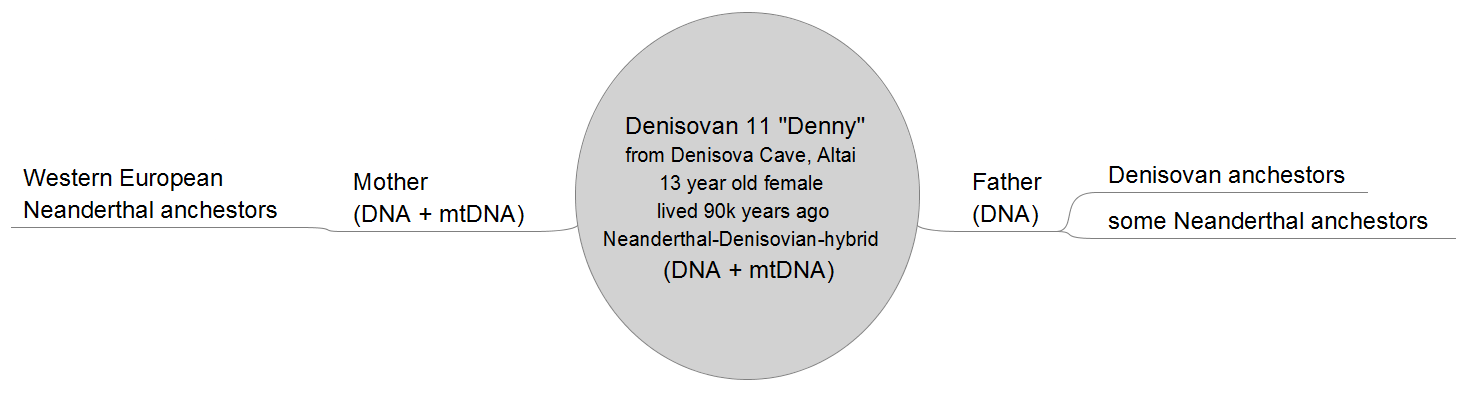
Denisovan 11, genetischer Stammbaum

Denisova 11 (Spitzname: Denny) ist die wissenschaftliche Bezeichnung für ein Fossil, das 2012 in der Denissowa-Höhle entdeckt wurde. Es handelt sich dabei um ein kleines Fragment eines Röhrenknochens, der einem etwa 13 Jahre alten Mädchen zugeschrieben wurde. 2019 wurde für das Alter des Fossils eine Zeitspanne von 118.100 bis 79.300 Jahren berechnet. Das Kind erwies sich als menschliche Hybride, die halb Neandertaler und halb Denisova-Mensch war. Damit ist sie der erste bekannte Nachfahre einer Neandertaler-Mutter und eines Denisova-Vaters.
Die genetische Analyse wurde von den Paläogenetikern Viviane Slon und Svante Pääbo vom Max-Planck-Institut für evolutionäre Anthropologie in Leipzig durchgeführt. Pääbo wurde für seine Arbeit auf dem Gebiet der evolutionären Genetik 2022 der Nobelpreis für Physiologie oder Medizin zuerkannt.